# Вата (индуизм)
Ва́та (санскр. वात, IAST: vāta, букв. «ветер») — в индийской мифологии божество ветра.
Вата очень тесно связан с богом ветра Ваю, поэтому иногда эти имена объединяются в один образ. Тем не менее, характеристики этих двух божеств существенно различаются, поэтому имеет смысл рассматривать их по отдельности. Вата в отличие от Ваю является гораздо менее индивидуализированной и неантропоморфной формой бога ветра; иногда Вата — олицетворение силы штормового ветра. В «Риг-веде» один гимн ему посвящён полностью (РВ, Х, 168), другой частично (РВ, Х, 186). В первом из них его колесница, запряжённая рыжими или храпящими конями (часто ими управляет Индра, РВ, I, 121, 12), мчится, грохоча, порождая алые тона, вздымая пыль, по земле и по небу. За самим Ватой следуют все виды ветров. Вата назван перворождённым, зародышем мироздания, другом вод, дыханием богов, преданным закону. Кроме того, с ним на его колеснице всегда находится бог — царь всего мироздания. Помимо Индры, Вата тесно связан с богом Парджаньей, их имена часто упоминаются в паре как в ригведийских гимнах, так и в «Атхарва-веде». Из этого союза идёт связь Ваты с дождём, бурей, грозой.
В послеведийский период роль Ваты уменьшается, и часто его имя становится одним из синонимов Ваю. Образ Ваты как олицетворения ветра восходит к индоевропейской эпохе.